# Мінеральні тіла
Мінеральні тіла – форми, яких набувають окремі мінерали та їх сукупності в процесі свого утворення. Термін введено В.І.Вернадським (1910). 

## Різновиди мінеральних тіл
Розрізняють: 
- тіла мінеральні ізометричні (мінеральні тіла, які мають приблизно однакові розміри в усіх напрямах; до них належать масиви, штоки, лінзи, шліри, конкреції та ін);
- тіла мінеральні плитоподібні (мінеральні тіла, витягнуті в двох напрямах; до них належать покрови, потоки, дайки, пласти, шари, жили та ін);
- тіла мінеральні стовпоподібні (мінеральні тіла, які простягаються в одному напрямі. Зустрічаються відносно рідко. До них належать неки, кільцеві дайки, трубки вибуху, сталактити, сталагміти тощо).

## Форми мінеральних тіл
Форми, яких набирають скупчення мінералів і мінеральні комплекси в процесі свого утворення. Певним генетичним групам властива певна форма. За формою всі мінеральні тіла поділяються на ізометричні (масиви, батоліти, лаколіти, штоки, конкреції та ін.), стовпоподібні (діатреми, сталактити тощо), плитоподібні (дайки, пласти, жили та ін.). 